# Połoski (gmina)
Połoski (następnie Piszczac) – dawna gmina wiejska na Lubelszczyźnie. Siedzibą władz gminy były Połoski.
Gmina Połoski była jedną z 14 gmin wiejskich powiatu bialskiego guberni siedleckiej.
1 stycznia?/13 stycznia 1870 władze rosyjskie pozbawiły praw miejskich sąsiedni Piszczac, który przekształcono w osadę miejską stanowiącą odrębną gminę wiejską składającą się z samego Piszczaca. Jednoosadową wiejską gminę Piszczac połączono wktótce z gminą Połoski. W jej skład wchodziły w 1885 roku miejscowości Choroszczenka, Chotyłów, Dobrynka, Kupony, Piszczac, Piszczac-Folwark, Trojanów, Wołoszki i Zagórów (obecnie Zahorów). Gmina miała 15410 mórg obszaru i liczyła 1934 mieszkańców (1867 rok) Gmina Połoski należała do sądu gminnego okręgu IV w Kobylanach Nadbużnych..
W 1912 roku gmina weszła de jure w skład nowo utworzonej guberni chełmskiej.
Nazwę gminy Połoski zmieniono na gmina Piszczac, i pod taką figuruje już ona w wykazie gmin woj. lubelskiego z 1921 roku.